# Нітритна кислота
Азо́тиста кислота́ (нітритна кислота) — HNO2 — одноосновна слабка кислота, відома лише в розбавлених водних розчинах та в газовій формі. Солі азотистої кислоти називаються нітритами. Нітрити набагато стійкіші, ніж сама кислота, всі вони токсичні.

## Будова
У газовій фазі планарна молекула азотистої кислоти існує у вигляді двох конфігурацій цис- і транс-. При кімнатній температурі переважає транс-ізомер.
|              |            |
| транс-ізомер | цис-ізомер |

## Отримання
Азотисту кислоту отримують розчиненням оксиду азоту(IV) у воді:
2NO2 + H2O = HNO2 + HNO3
Або азотистого ангідриду:
N2O3 + H2O = 2HNO2
Щойно утворений розчин азотної кислоти має блакитне забарвлення і швидко розкладається:
2 NO2 + H2O → HNO3 + HNO2
Нагрітий, концентрований розчин розкладається з утворенням азотної кислоти:
3 HNO2 → HNO3 + 2 NO + H2O

## Хімічні властивості

### Неорганічна хімія
HNO2 у водних розчинах дисоціює (KD=4,6× 10-4), трохи сильніше оцтової кислоти. Легко витісняється сильнішими кислотами з солей:
H2SO4 + NaNO2 → NaHSO4 + HNO2.
Азотиста кислота може окислитися сильними окисниками до нітратів, наприклад, перманганатом калію.
3 H2SO4 + 2 KMnO4 + 5 KNO2 → 5 KNO3 + 3 H2O + 2 MnSO4 + K2SO4
В результаті реакції можуть утворюватися різні продукти реакції в залежності від окисника: З іонами I− та Fe2+, утворюється газ NO:
2 KNO2 + 2 KI + 2 H2SO4 → I2 + 2 NO + 2 H2O + 2 K2SO4
2 KNO2 + 2 FeSO4 + 2 H2SO4 → Fe2(SO4)3 + 2 NO + 2 H2O + K2SO4
З Sn2+,утворюється газ N2O:
2 KNO2 + 6 HCl + 2 SnCl2 → 2 SnCl4 + N2O + 6 H2O + 2 KCl
З SO2, утворюється NH2OH :
2 KNO2 + 6 H2O + 4 SO2 → 3 H2SO4 + K2SO4 + 2 NH2OH
З Zn в лужному розчині, утворюється NH3 :
5 H2O + KNO2 + 3 Zn → NH3 + KOH + 3 Zn(OH)2
З N2H+
5, HN3,утворюється чистий N2:
HNO2 + [N2H5]+ → HN3 + H2O + H3O+
HNO2 + HN3 → N2O + N2 + H2O

### Органічна хімія
Азотиста кислота використовується для отримання діазонових солей:
HNO2 + ArNH2 + H+ → ArN+
2 + 2 H2O
де Ar — це арильна група.
Такі солі широко застосовуються в органічному синтезі, реакції Зандмейера та отриманні азосполук, яскраво-забарвлених речовин, які застосовуються як якісний реактив на анілін. Азотиста кислота використовується для знешкодження азиду натрію, надзвичайно токсичної та вибухонебезпечної сполуки. Через неможливість транспортування кислоту готують in situ реакцією кислоти та нітриту натрію:
NaNO2 + HCl → HNO2 + NaCl
2 NaN3 + 2 HNO2 → 3 N2 + 2 NO + 2 NaOH
Реакцією азотної кислоти з двома α-водневими атомами в кетонах одержують оксими, які можуть далі окислюватися до карбонової кислоти. Цей процес використовується в промисловому виробництві адипінової кислоти. Азотиста кислота швидко реагує з аліфатичними спиртами з утворенням алкіл нітритів, які є потужними судинорозширювачами:
(CH3)2CH-CH2-CH2-OH + HNO2 → (CH3)2CH-CH2-CH2-ONO + H2O